# Victorino de la Plaza
Victorino de la Plaza (Payogasta, Salta, 2 de noviembre de 1840-Buenos Aires, 2 de octubre de 1919) fue un abogado, militar y político argentino, Presidente de la Nación Argentina entre el 9 de agosto de 1914 y el 12 de octubre de 1916.
Fue el último de los presidentes del llamado Período Conservador, que se había iniciado en 1880.

## Infancia y juventud
Victorino de la Plaza nació el 2 de noviembre de 1840 en Payogasta, provincia de Salta. Era hijo de José Mariano Roque de la Plaza y Elejalde, y María Manuela Palacios. Su abuelo paterno fue el coronel Manuel Ubaldo de Lea y Plaza.
Su hermano Rafael de la Plaza fue gobernador de la provincia de Santiago del Estero. Tras la muerte de su padre, su madre debió hacerse cargo de la crianza de los hermanos.
De la Plaza comenzó sus estudios en una escuela pública. Sin embargo, estuvo poco tiempo en esa institución, ya que ingresó a un convento franciscano. Realizó algunos trabajos durante su infancia: preceptor en una escuela dirigida por Pedro Arze, y vendió diarios, como también los dulces, jabones y empanadas preparados por su madre. Ingresó al estudio de Mariano Zorreguieta y comenzó a trabajar como escribano y procurador. Posteriormente, aprobó un examen ante el Supremo Tribunal de Justicia, por lo que consiguió el título de notario en 1859.
Obtuvo una beca otorgada por el gobierno de la Confederación, encabezado por Justo José de Urquiza, que le permitió ingresar al Colegio del Uruguay, ubicado en Concepción del Uruguay; su fecha de ingreso a la institución es discutida, pero se sabe que fue entre 1859 y 1862. Aquí completó el secundario, teniendo entre sus compañeros a Julio Argentino Roca. Posteriormente viajó a Buenos Aires, para ingresar a la universidad. Comenzó a cursar Filosofía, donde se destacó. Esto le permitió que el presidente Mitre lo nombrara como escribiente segundo de la Contaduría Nacional, en 1864; al año siguiente fue nombrado escribiente primero.

### Carrera militar
La carrera militar de De la Plaza fue muy corta. Al estallar la Guerra de la Triple Alianza, abandonó sus estudios universitarios y se enroló en un regimiento de artillería; fue elegido como ayudante del general Julio de Vedia. Luchó en las batallas de Estero Bellaco, el 2 de mayo de 1866, y de Tuyutí, el 24 de mayo de ese mismo año. Posteriormente, el gobierno uruguayo lo galardonó con la medalla Sol de Plata por su accionar durante la batalla de Estero Bellaco y con los Cordones de Honor por su actuación en Tuyutí. Bartolomé Mitre, por su parte, lo ascendió al grado de capitán y le entregó una mención por su heroísmo. Sin embargo, De la Plaza debió regresar a Buenos Aires por problemas de salud.

### Abogado
A su regreso, se inscribió en la Facultad de Derecho para estudiar abogacía. Se recibió el 13 de julio de 1868, con su tesis llamada El crédito como capital. Tuvo como padrino a Dalmacio Vélez Sarsfield, para quien había trabajado como escribiente mientras este redactaba el Código Civil.

## Inicios en la política
De la Plaza inició su carrera pública y política durante el gobierno de Domingo Faustino Sarmiento, quien lo nombró profesor de filosofía del Colegio Nacional de Buenos Aires en 1870, reemplazando a Pedro Goyena. Tras la aprobación del Código Civil por parte del Congreso Nacional, fue el encargado de enviarlo a los Estados Unidos, en cuyas prensas se lo imprimiría.En los años siguientes tuvo una actuación destacada como abogado de bancos y como diplomático; residió muchos años en Londres.
Desde 1876, ocupó el Ministerio de Hacienda durante el gobierno de Nicolás Avellaneda, bajo el cual también fue nombrado, en 1878, Interventor de la Provincia de Corrientes. En 1880, fue electo Diputado Nacional por la Provincia de Salta. Durante el primer gobierno de Julio A. Roca, ocupó la titularidad del Ministerio de Relaciones Exteriores y, luego, el de Hacienda.
En 1890, el presidente Carlos Pellegrini lo desinó agente financiero del Gobierno en Europa para renegociar la deuda externa en medio de la crisis económica de aquel año. En 1908, el presidente Figueroa Alcorta lo nombró Ministro de Relaciones Exteriores y Culto, cargo que resignó luego de ser electo Vicepresidente de la Nación en 1910.

## Etapa como vicepresidente
En los primeros meses de 1909 comienza a elaborarse la candidatura presidencial de Roque Sáenz Peña y su amigo personal Paul Groussac publicó un artículo titulado Sáenz Peña alabando sus condiciones y apoyando tal candidatura. El 4 de septiembre de 1909, cuando su postulación ya estaba consolidada y aceptada, Sáenz Peña salió para Europa quedando sin definir quién lo acompañaría como candidato a vicepresidente. Quienes se mencionaban para ello en la prensa eran Manuel de Iriondo, Benito Villanueva,  Pedro Olachea Alcorta y el ministro del Interior Marco Avellaneda, quien decía contar con el apoyo del presidente Figueroa Alcorta.  Hubo varias reuniones de sus partidarios sin que llegaran a un acuerdo y Sáenz Peña, que hasta el momento había dejado que sus partidarios eligieran el candidato a vicepresidente, se alarmó considerando que si aparecía como un nombramiento por indicación de Figueroa Alcorta su investidura se vería menoscabada y el 1°de diciembre de 1909 publicó una carta expresando su preferencia por Victorino de la Plaza. El 2 de diciembre se reunió la asamblea de la Unión Nacional y votó a favor de la candidatura de la Plaza.
El 21 de diciembre de 1909 se aprobó una ordenanza municipal de la ciudad de Buenos Aires, la cual autorizaba a la Compañía de Tranvías Anglo Argentina a construir una línea de subterráneos en la ciudad; sin embargo, las obras solo comenzaron el 15 de septiembre de 1911, con la presencia del presidente Sáenz Peña y del intendente Joaquín Samuel de Anchorena. De esta forma, Buenos Aires se convertía en la decimotercera ciudad en el mundo en tener un servicio de trenes subterráneos, y la primera en Sudamérica. La inauguración de la línea se llevó a cabo el 1 de diciembre de 1913. El viaje inaugural, al que asistieron De la Plaza (en representación del gobierno nacional), Anchorena y otros funcionarios, tuvo lugar entre las estaciones Plaza de Mayo y Once.

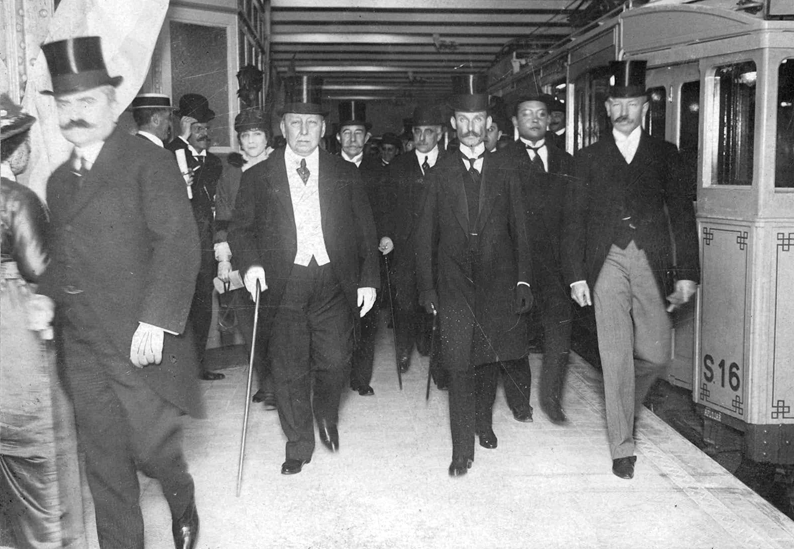
Victorino de la Plaza estuvo presente en la inauguración de la Línea A del subte de Buenos Aires.

## Presidencia
El 6 de octubre de 1913, Sáenz Peña solicitó una licencia a su cargo por razones de salud –moriría menos de un año más tarde, sin haber reasumido el puesto– por lo que el vicepresidente Victorino de la Plaza asumió el gobierno mediante decreto firmado por el mismo Sáenz Peña y su ministro de interior Indalecio Gómez y reorganizó su gabinete en febrero del año siguiente. El presidente murió el 9 de agosto de 1914.
Victorino de la Plaza era especialista en finanzas. Durante su mandato, se creó la Caja Nacional de Ahorro Postal y se sancionaron las leyes de Accidentes de Trabajo y de Casas Baratas para empleados y obreros, llamada Ley Cafferata por su inspirador, el diputado Juan Félix Cafferata. Se inauguró el primer ferrocarril eléctrico de Sudamérica, que une hoy la ciudad de Buenos Aires con Tigre.
Implementó la Ley Sáenz Peña de voto universal, secreto y obligatorio.
En medio de la crisis económica, de la incertidumbre por la guerra y de la desazón del gobierno por la derrota conservadora frente a la Unión Cívica Radical, él mismo festejó el Centenario de la Declaración de la Independencia. Durante los festejos, el presidente recibió un ataque con arma de fuego por un militante anarquista, del cual resultó ileso.

### Relaciones exteriores
La mayor parte de su gestión estuvo signada por el estallido de la Primera Guerra Mundial. Sin embargo, justo antes de este acontecimiento –en respuesta a la ocupación estadounidense de Veracruz de 1914– se iniciaron conversaciones con Brasil y Chile para frenar el avance de la influencia estadounidense, que desembocaría al año siguiente en la firma del Pacto ABC.
Durante su presidencia, el presidente del Brasil viajó a la Argentina en una visita de confraternidad.
Apenas comenzada la Guerra, De la Plaza se apresuró en declarar la neutralidad argentina y anunció su deseo de comerciar con ambos bandos.
En noviembre de 1915 se produjo un serio incidente con Gran Bretaña por la captura del barco Presidente Mitre de bandera argentina por parte de buques de ese país. La excusa para ese acto era que los propietarios de la embarcación eran de nacionalidad alemana, a pesar de que estaba radicado en Argentina y navegaba con su bandera. El ministro de Relaciones Exteriores, José Luis Murature, expresó una fuerte protesta al gobierno británico, que fue respondida de manera favorable por el gobierno de ese país el día 21 de diciembre, a cambio de que Argentina no hiciera ulteriores reclamaciones. En la respuesta, Gran Bretaña anunciaba que se reservaba el derecho de volver a capturar cualquier buque argentino en similares circunstancias. El diputado Estanislao Zeballos consideró humillante la respuesta británica y solicitó la renuncia de Murature.

### Consecuencias económicas de la Gran Guerra

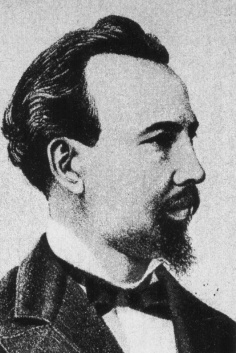
De la Plaza de joven.

Pocos días antes del comienzo de la guerra, representantes de las potencias europeas retiraron todo el oro que pudieron de la Caja Nacional de Conversión, alrededor de 28 millones de pesos,y lo embarcaron hacia sus países. Como consecuencia, el público inició una corrida bancaria, a la que el presidente respondió con el cierre indefinido de la Caja. De ese modo se inició el período de inconvertibilidad del papel moneda, que a su vez perdió no menos del 10% de su valor.
La situación económica del país fue duramente afectada por la guerra: sólo en 1915, las rentas nacionales cayeron en un 40%. Las naciones beligerantes utilizaron casi todas sus marinas mercantes para la contienda, y además sus flotas atacaron buques mercantes enemigos, con lo que las exportaciones argentinas se hicieron más complicadas. Más notablemente aún, las importaciones de bienes industriales sufrieron una abrupta caída, lo cual –sumado a la inconvertibilidad– generó un rápido aumento del valor de los bienes industriales, lo que a su vez generó una oportunidad única para la industria nacional. Se trataba de un proteccionismo de hecho.
El resultado fue un enorme crecimiento del número de talleres industriales y de la producción industrial. La industria metalúrgica, en particular, tuvo un crecimiento explosivo.
No obstante las limitaciones de capital, el impulso estatal sobre los ferrocarriles logró llevarlos a 33 595 km. Y, a pesar de las limitaciones, las exportaciones de carne siguieron en ascenso, pasando de 389 millones de pesos oro en 1910 a 574 en 1916. La exportación de granos, en cambio, tuvo una brusca caída. En suma, la economía en su conjunto tuvo una baja del 10% en 1914, y creció muy lentamente durante el resto de la Guerra.

### La victoria radical

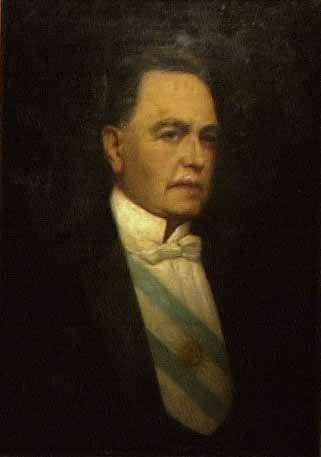
Hipólito Yrigoyen, presidente.

En 1914, las elecciones de diputados parecieron dar la razón a los conservadores más optimistas: a pesar de los triunfos radicales del año 1912, en esta segunda prueba los conservadores se llevaron 33 diputados, los radicales 22, los socialistas 7 y la Liga del Sur 2.
Sobre la base de la Liga del Sur –partido provincial santafesino fundado por Lisandro de la Torre en 1908– en diciembre de 1914 se fundó el Partido Demócrata Progresista, con la intención de aglutinar a las dispersas fuerzas conservadoras; pero la insistencia de De la Torre en dirigir el partido y en definirse como socialmente liberal –en oposición al conservadurismo de sus potenciales aliados– llevó a la fundación posterior de una Concentración Conservadora, dirigida por Benito Villanueva y Ugarte, que fue a las elecciones por separado. De la Plaza bregó, tanto antes como después de asumir la presidencia,  para impulsar la formación de un partido conservador. Hacia 1915 pueden observarse tres tipos de orientaciones al respecto: los que se mantenían en el antiguo orden de ideas, confiando exclusivamente en las agrupaciones provinciales,  los que sostenían la necesidad de fundar un partido nuevo, orgánico, con perfil programático y liderazgo, sostenido con disciplina interna y, finalmente, los que querían también un partido nacional, pero partiendo de las posiciones de poder ya adquiridas, esto es, manteniendo la fuerte influencia de los gobernadores provinciales.
Por su parte, los radicales tuvieron algunos problemas para conformar las listas de candidatos a gobernadores y diputados, pero no en cuanto al candidato presidencial: el único candidato posible era Yrigoyen; la proclamación de la candidatura presidencial ocurrió apenas dos semanas antes de las elecciones, mucho después de la presentación de las listas de electores. Aun así, en el Congreso partidario que decidió la candidatura de Yrigoyen se habían presentado tres candidaturas más, todas de futuros disidentes del radicalismo.
Es bueno aclarar que antes de las elecciones de 1916, en 1915 el doctor Victorino de la Plaza otorgó la ciudadanía a 3.000.000 de inmigrantes, siendo que la mayoría simpatizaba con el partido Radical, que nació en la Revolución del parque, en el partido socialista y en el anarquismo.
La elección presidencial se celebró el 2 de abril de 1916, participando en ella 747.000 votantes, el 45,59% de los cuales votó por Yrigoyen. Semanas más tarde, éste era consagrado presidente por una diferencia de apenas un voto en el colegio electoral.
Hipólito Yrigoyen asumió la presidencia el 12 de octubre de 1916, momento en que generalmente se admite el fin del ciclo conservador en la Argentina.
Victorino de la Plaza, luego de entregar el poder a Yrigoyen, se fue caminando, mientras el público lo ovacionaba.

### Gabinete
Nota: las fechas de inicio de los ministerios se computan desde el 12 de febrero de 1914, designados por el vicepresidente De la Plaza, en ejercicio de la presidencia, mientras el titular, Sáenz Peña, permanecía con licencia, de la que nunca volvería.

## Últimos años y su testamento

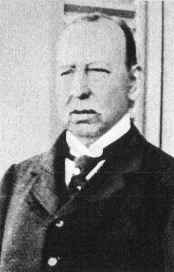

Falleció en Buenos Aires tres años después de dejar la presidencia, en 1919.
Victorino de la Plaza había contraído matrimonio el 21-V-1870, en la parroquia porteña de N.Sra. de Monserrat, con Ecilda Belvis, nativa de Lomas de Zamora (hija de Severo Belvis y de Lucía Castellanos), la cual falleció el 30-VIII-1875, sin haberle dado hijos a su marido. Así lo declaró este en su testamento ológrafo suscripto en la Capital Federal el 31-VII-1918, que comienza de la manera siguiente; "Yo, Victorino de la Plaza, nacido en la ciudad de Salta el día dos de noviembre de 1840, hijo legítimo de don Mariano Roque de la Plaza y de la señora María Manuela Silva de de la Plaza...". Renglones más abajo el testador estampó: "no tengo, ni he reconocido hijo o hija, antes ni de cualquier otra clasificación, en este ni en ningún otro país, ni he dado motivo para que nadie pueda invocar, bajo ningún concepto, este título". En consecuencia, el causante, instituía únicos y universales herederos de su fortuna "a mis sobrinas y sobrinos, hijos legítimos de mi finado hermano Rafael"; y dejaba legados de dinero a varios parientes y amigos, a la Universidad de Buenos Aires y a los hospitales de Salta; como todos sus libros, mapas y cartas geográficas a la Biblioteca Pública de su ciudad natal. Por último nombró albaceas; 1a a su sobrino Rafael de la Plaza; 2a a su sobrino político José A. Cabanillas; y 3.º a otro sobrino político, Francisco Castañeda Vega". Y trece meses más tarde, el 2-VIII-1919, el prócer salteño dejaba de existir en Buenos Aires, en su gran casa de la calle Libertad 1230, entre las de Arenales y Juncal, a los 79 años de edad.
Sus restos descansaban en el cementerio de la Recoleta, de la ciudad de Buenos Aires. Fueron trasladados al cementerio privado Parque Memorial sito en la localidad de Pilar por sus sobrinas nietas Dinorah de la Plaza descendiente del único hermano del Dr. Victorino de la Plaza, el Dr. Rafael de la Plaza casado con Martina Benjamina Augier Echagüe, viuda del célebre escritor, Prof. Dr. Amadeo Jacques.

## Vida familiar
Victorino de la Plaza contrajo matrimonio el 21 de mayo de 1870 con Epifanía Ecilda Belvis Castellanos; sin embargo, ésta falleció al poco tiempo, el 31 de agosto de 1875. Al no tener herederos (hijos reconocidos o por reconocer) donó sus bienes por testamento a: sus sobrinos, hijos de su único hermano el doctor Rafael de la Plaza; a la biblioteca de Salta que se denomina actualmente con su nombre;  y a hospitales y otras entidades públicas.[cita requerida]